# 花咲きよみ
花咲 きよみ（はなさき きよみ、1958年9月25日  - ）は、日本の女性声優。東京都大田区出身。アーツビジョン所属。

## 略歴
小学校から演劇部に所属し、成績は優秀であった。しかし高校の演劇部はまともに活動していなかったため演劇活動ができず、憂さ晴らしに郷ひろみのコンサートやディスコに出入りするようになり、親を心配させた。成績も落ち進学・就職ともに失敗するが、声優を目指し専門学校東京アナウンス学院声優科、テアトル・エコー付属養成所を経て、江崎プロダクションに所属し、声優としての活動を始める。
初レギュラーは『スプーンおばさん』のヅン役となる。

## 人物
趣味・特技は水泳。

## 出演

### テレビアニメ
1982年
- うる星やつら

1983年
- スペースコブラ （ミランダ）
- スプーンおばさん（ヅン）
- 超時空世紀オーガス（マーイ）
- パソコントラベル探偵団（リザ〈ロトの娘〉）

1984年
- チックンタックン
- らんぽう（岩崎かおり）

1988年
- ミスター味っ子（母親）

1991年
- 太陽の勇者ファイバード（アキラの母）

1992年
- 地球SOS それいけコロリン

### 劇場アニメ
- うる星やつら オンリー・ユー（1983年）

### ゲーム
- 超絶倫人ベラボーマン（1988年、わや姫）
- スーパーロボット大戦Z（2008年、マーイ）

### ドラマCD
- かかってきなさい!（月葉の母親）

### 吹き替え

#### 映画
- セイ・エニシング（エバンス先生〈ビビ・ニューワース〉）※機内上映版
- 007/消されたライセンス（空港窓口の女性）※JAL機内上映版
- ダンス・ウィズ・ウルブズ
- ボディ・ダブル
- 48時間PART2/帰って来たふたり

#### ドラマ
- 七人の検事
- 特攻野郎Aチーム

### ナレーション

#### テレビCM
- 国民年金
- シャディ
- ドモホルンリンクル
- マクドナルド

#### ラジオCM
- anan
- 日本ツーリスト